# Джерело № 7 (Костева Пастіль)
Джерело № 7 — гідрологічна пам'ятка природи місцевого значення. Об'єкт розташований на території Великоберезнянського району Закарпатської області, с. Костева Пастіль, урочище «Горбок».
Площа — 0,3 га, статус отриманий у 1984 році (рішення Закарпатського Облвиконкому від 23.10.1984 р. № 253).
Охороняється джерело мінеральної води та прилегла територія. Вода вуглекисла, гідрокарбонатно-натрієво-магнієва. Загальна мінералізація - 1,5 г/л. Мікроелементи - марганець. Придатна для лікування захворювань органів травлення.